# Acineta erythroxantha
Acineta erythroxantha är en orkidéart som beskrevs av Heinrich Gustav Reichenbach. Acineta erythroxantha ingår i släktet Acineta och familjen orkidéer. Inga underarter finns listade i Catalogue of Life.

## Bildgalleri

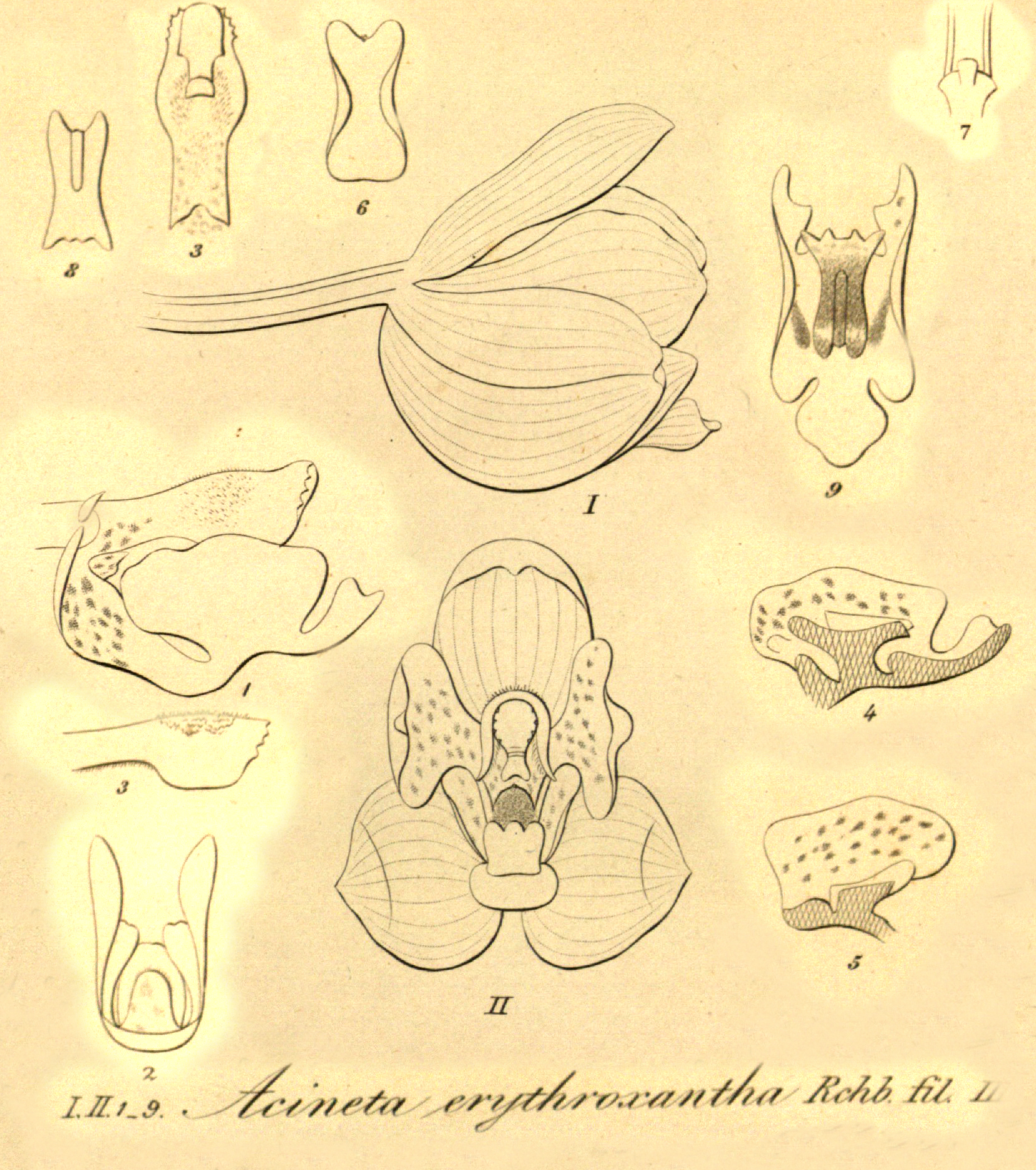